# Irma Martínez Manríquez
Irma Martínez Manríquez (Mexicali, Baja California) realizó sus estudios de Licenciatura en Ciencias Sociales en Guadalajara, Jalisco, Licenciatura en educación en la Universidad Pedagógica Nacional de Tijuana y alcanzó el grado de  Maestría en Educación egresando de la Universidad Estatal de Estudios Pedagógicos de su estado natal.
Su desempeño profesional la mantiene unida a educación desde 1980, donde su labor docente la lleva a desenvolverse dentro de las actividades sindicales, participando como representante de su estado dentro del Comité Ejecutivo de la Sección 2 del Sindicato Nacional de Trabajadores de la Educación a partir de 1989, alcanzando el máximo escaño sindical  en 2003 como Secretaria General de la Sección mencionada que representa a 27.000 trabajadores.
Ha participado en Diplomados de “Estrategia Política Sindical” en el Estado de México, de “Sindicalismo Internacional” en Washington D. C. asistiendo en innumerables ocasiones a encuentros educativos y sindicales en varios estados del país.
En 1993 participa en la formación de la asociación civil “Mujeres en Acción por México” en Baja California, siendo ella su primer Delegada. Actualmente ocupa la posición de Senadora por el Partido Nueva Alianza en la LXI Legislatura.